# Carry van Biema

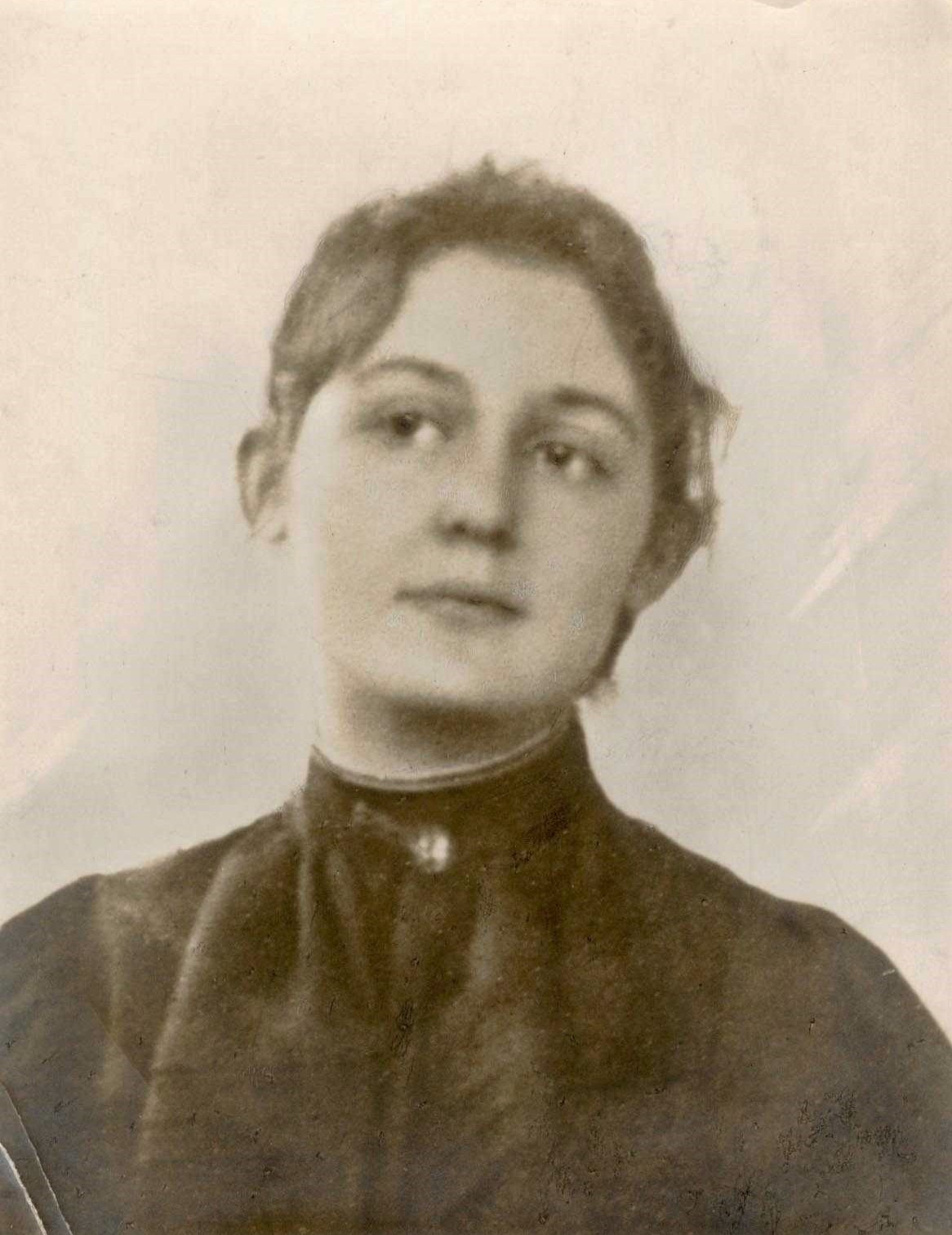
Carry van Biema, 1896

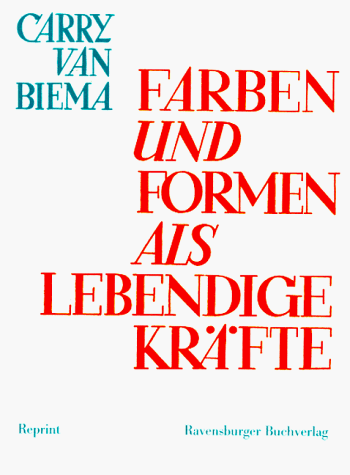
Carry van Biema: Farben und Formen als lebendige Kräfte. Eugen Diederichs Verlag 1930

Caroline van Biema (* 17. Oktober 1881 in Hannover; † 31. August 1942 im KZ Auschwitz-Birkenau) war eine deutsch-jüdische Malerin, Schriftstellerin und Kunstlehrerin.

## Leben und Werk
Biema war das älteste der vier Kinder des Rechtsanwalts und Notars Adolf van Biema und seiner Frau Hedwig Burg. Nach einer Lehre bei dem Hannoverschen Gewerbeverein reiste sie mit siebzehn Jahren nach Den Haag, um sich an der Akademie der Bildenden Künste weiterzubilden, da Frauen erst 1919 an den offiziellen Akademien in Deutschland zugelassen wurden. Sie lebte von 1898 bis 1902 in den Niederlanden und war für den Sommermalkurs 1900 in das Register der Haager Akademie eingetragen. Zu ihren Kommilitonen gehörten Truus de Bloeme, Attie Dyserinck und Nellie Smit.

## Tätigkeit in Hannover
Nach ihrer Ausbildung in Den Haag nahm sie von 1903 bis 1910 Privatunterricht an der Meyer-Malschule in Hannover. Ab 1910 stellte sie in dem Kunstverein Hannover aus, ab 1916 bei der Kestner-Gesellschaft und ab 1917 in der Hannoverschen Sezession. 1908 begann sie Privatunterricht für eigene Schüler zu geben, zu denen 1916 die Malerin Aenne Pahl gehörte. Von 1914 bis 1919 studierte Biema an der Stuttgarter Akademie bei Adolf Hölzel. Ihr Beitritt zur Hannoveraner Sezession wurde Anfang 1919 abgelehnt, aber sie beteiligte sich weiterhin mit ihren Werken an Ausstellungen der Kestner-Gesellschaft. Sie war seit 1927 Mitglied der Gedok Hannover, der Gemeinschaft Deutscher und Österreichischer Künstlerinnenvereine aller Kunstgattungen Ortsgruppe Hannover. Sie hielt Vorlesungen und zählte mehrere Gedok-Mitglieder zu ihren Schülern, so die 1929 verstorbene Elly Schumann und Else Rose, die 1942 nach Warschau deportiert worden war.
Biema wurde 1921 zur Teilnahme an der ersten Domburg-Ausstellung eingeladen, die auf Initiative von Jan Toorop auf Walcheren im Seebad Domburg organisiert wurden. Von Oktober 1921 bis Januar 1922 hielt Biema Kurse und Vorträge über Hölzel an der Nederlandsche Kunstweefschool in Den Haag. Sie veröffentlichte verschiedene Artikel unter anderem über Hölzels und Goethes Farbenlehre. Ihr 1930 erschienenes Buch Farben und Formen als lebendige Kräfte war schnell ausverkauft und die letzten Exemplare wurden 1933 von den Nationalsozialisten vernichtet. Biema schrieb neben dem Unterrichten und Verfassen von Kursen eine Autobiographie. 1926 sandte sie die erste Fassung an den österreichischen Schriftsteller Stefan Zweig, der einige Änderungen an dem Roman vornahm und versprach, einen geeigneten Verlag in Betracht zu ziehen. Biema bearbeitete den Roman Oramuro 1941 erneut und reichte 1942 das Manuskript bei einem niederländischen Verlag des Verlegers Van Tricht ein. In den Sommermonaten besuchte sie mehrfach die Schwalenberger Malerkolonie des Berliner Landschaftsmalers Hans Licht in der Künstlerklause in Schwalenberg. 1932 leitete sie eine Arbeitsgruppe zum Studium von Goethes Farbenlehre im Auftrag des Berliner Zentralinstituts für Erziehung und Unterricht und half weiterhin bei der Organisation von Ausstellungen der Kestner-Gesellschaft und des Kunstvereins Hannover.

## Aufenthalt in Spanien und den Niederlanden

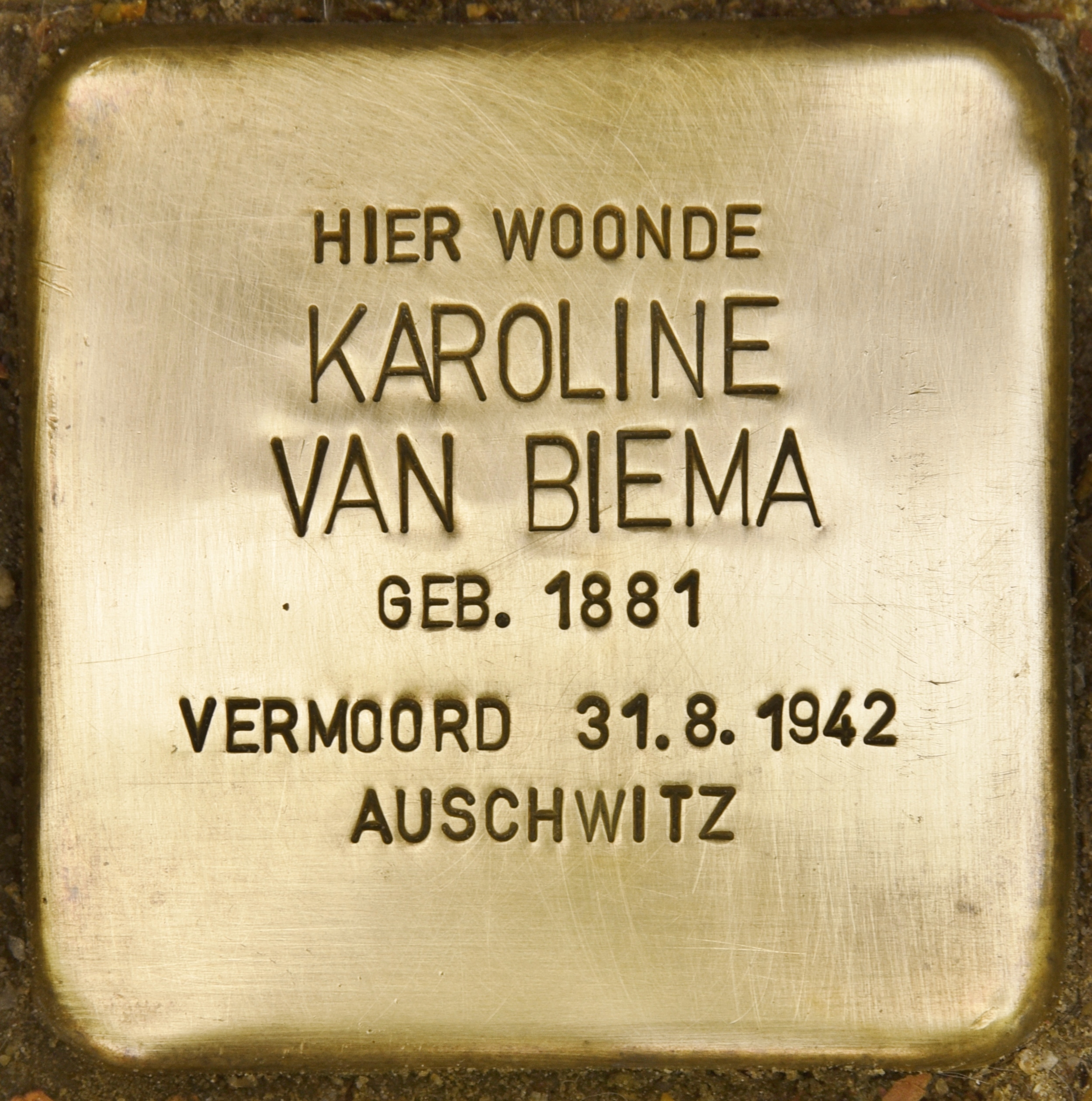
Stolperstein für Karoline van Biema in Utrecht

Biema hielt sich zunehmend im Ausland auf, insbesondere in Spanien. Sie zog laut dem Melderegister von Hannover am 1. Mai 1933 nach Barcelona, wo sie eine Einzelausstellung in den Galerías de Arte Syra hatte. Nachdem sie im Januar 1938 einen letzten Vortrag in Berlin gehalten hatte, emigrierte sie im April 1938 in die Niederlande. Der Journalist und Widerstandskämpfer Henk van Randwijk und Jean François van Royen unterstützten sie dort bei ihren Bemühungen um eine unbefristete Aufenthaltserlaubnis. Sie zog von 1938 bis 1942 mehrmals um, von Den Haag nach Voorburg, dann nach Baarn und 1940 nach Utrecht.
In den niederländischen Zeitungen wurde am 29. Juni 1942 angekündigt, dass über das Durchgangslager Westerbork alle Volljuden aus den Niederlanden in Arbeitslager in Deutschland deportiert würden. Am 26. August 1942 wurde Biema von Utrecht aus in das Durchgangslager Westerbork eingeliefert und zwei Tage später in das KZ Auschwitz-Birkenau weiterdeportiert. Sie wurde dort direkt nach ihrer Ankunft am 31. August 1942 in der Gaskammer ermordet. Ihre Schwester Margarete van Biema überlebte als Einzige von vier Geschwistern mit ihrer Mutter den Holocaust durch ihre Flucht nach Brüssel.

## Nachleben
Ihre Schwester Margarete van Biema nahm 1946 mit Van Tricht Kontakt auf und versuchte, die Werke und Papiere bei Freunden ihrer Schwester zu sammeln. Von 1946 bis 1951 führte sie eine Korrespondenz mit Van Tricht über die Veröffentlichung von dem Werk Oramuro und einer möglichen Neuauflage von Biemas Lehrbuch, aber keines der beiden Bücher wurde veröffentlicht.
Die gesammelten Werke von Biema blieben, nach gescheiterten Versuchen diese in einem Archiv in Amsterdam oder Hannover unterzubringen, bis zur Versteigerung vor einigen Jahren im Besitz der Familie.

## Werke (Auswahl)
- Mutter mit zwei Kindern in bergiger Landschaft, 1931
- Mutter mit zwei Kindern vor bergiger Landschaft, 1931
- Mutter mit zwei Kindern, vor einer Gebirgslandschaft sitzend, 1931

## Veröffentlichungen (Auswahl)
- Farben und Formen als lebendige Kräfte. Urania, Freiburg, 1997, ISBN 978-3-363-00970-5.
- Goethes Farbenlehre in der Praxis des Kunsterziehers. Kunst und Jugend, Heft 3, 1932.